# Max Wilke
Max Wilke (* 1906; † 14. Mai 1978 in Basel) war ein Schweizer Maler, Zeichner und Dessinateur in der Seidenindustrie.

## Werk
Max Wilke war ein Mitglied der «Gruppe 33» und wie viele seiner Künstlerkollegen für das Larvenatelier Tschudin tätig.